# Дубовский район (Волгоградская область)
Дубо́вский райо́н — административно-территориальная единица (район) и одноимённое муниципальное образование (муниципальный район) в Волгоградской области России.
Административный центр — город Дубовка.

## География

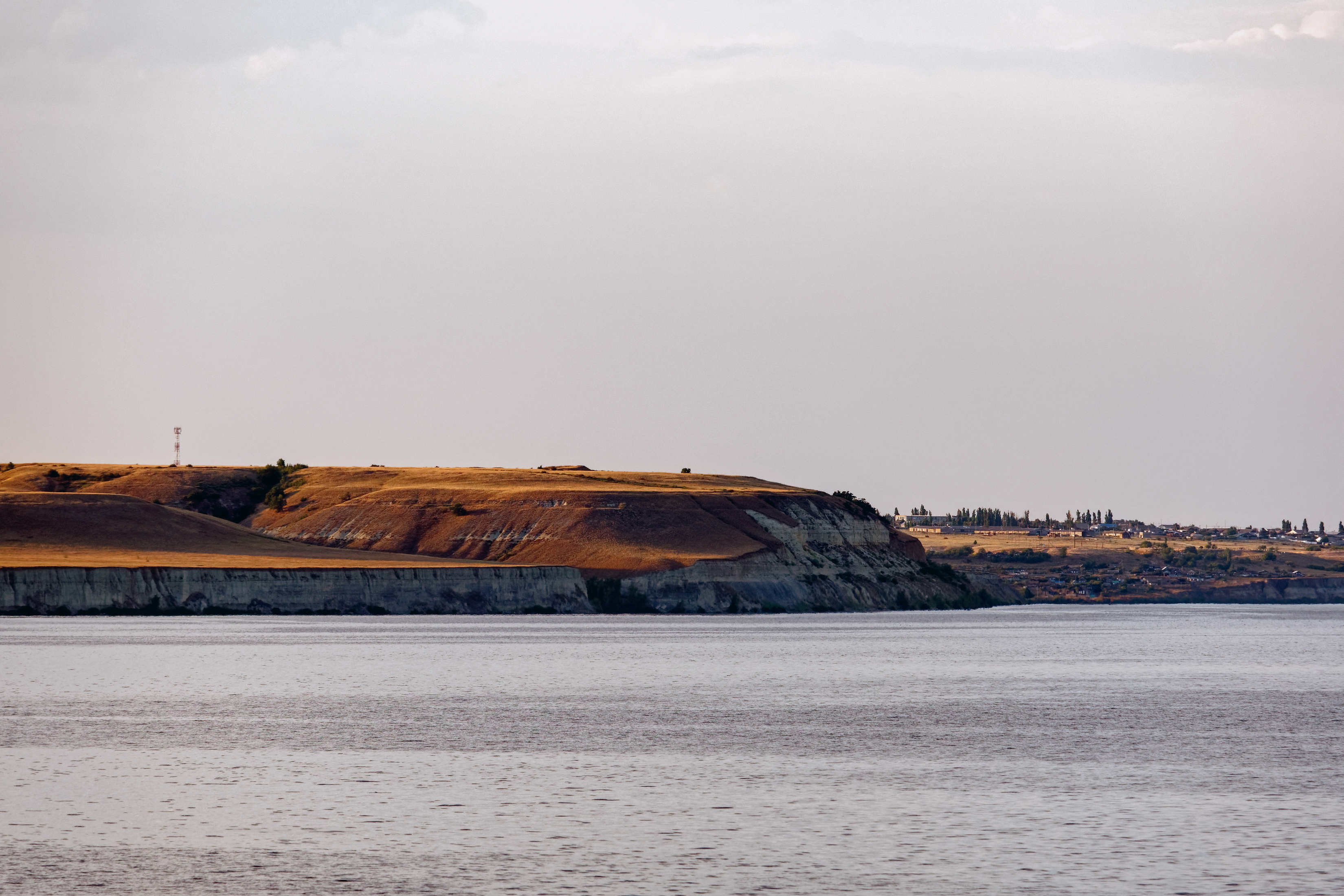
Вид с Волги

Дубовский район расположен в центральной части Волгоградской области, на правом берегу Волгоградского водохранилища. Входит в Иловлинский территориальный округ области. Площадь района составляет 3140,5 км². Район пересечен балками и оврагами, представлен множеством искусственных водоёмов и малых рек. Район расположен в степной зоне=== Климат === района умеренно континентальный с холодной, малоснежной, с частыми оттепелями зимой и жарким сухим летом. Район богат полезными ископаемыми — есть залежи песков для строительных работ и нефтяной промышленности.

## История
Дубовский район учреждён Постановлением Президиума ВЦИК 23 июня 1928 года в составе Сталинградского округа Нижне-Волжского края. С 1934 года в составе Сталинградского края, с 1936 года — Сталинградской (Волгоградской) области. В 1963 году в состав района вошла территория упразднённого Балыклейского района.
14 марта 2005 года в соответствии с Законом Волгоградской области № 1026-ОД район наделён статусом муниципального района. В его составе образованы 14 муниципальных образований: 1 городское и 13 сельских поселений.

## Население
| 1939    | 1959    | 1970    | 1979    | 1989    | 2002    | 2009    | 2010    | 2011    |
| ------- | ------- | ------- | ------- | ------- | ------- | ------- | ------- | ------- |
| 23 633  | ↘22 009 | ↗51 346 | ↘30 765 | ↘28 024 | ↗31 186 | ↘29 136 | ↗30 108 | ↘30 092 |
| 2012    | 2013    | 2014    | 2015    | 2016    | 2017    | 2018    | 2019    | 2020    |
| ↘29 984 | ↗30 044 | ↘30 040 | ↘30 020 | ↘29 816 | ↘29 570 | ↘29 110 | ↘28 685 | ↘28 382 |
| 2021    |         |         |         |         |         |         |         |         |
| ↗29 373 |         |         |         |         |         |         |         |         |

### Урбанизация
В городских условиях (город Дубовка) проживают 50.31 % населения района.

### Национальный состав
По итогам переписи населения 2020 года проживали следующие национальности (национальности менее 0,1 % и другое см. в сноске к строке «Другие»):
| Национальность   | Численность, чел. | Доля     |
| ---------------- | ----------------- | -------- |
| Русские          | 25 295            | 86,12 %  |
| Турки            | 2037              | 6,93 %   |
| Армяне           | 318               | 1,08 %   |
| Таджики          | 153               | 0,52 %   |
| Турки-месхетинцы | 114               | 0,39 %   |
| Чеченцы          | 108               | 0,37 %   |
| Узбеки           | 98                | 0,33 %   |
| Рутульцы         | 92                | 0,31 %   |
| Украинцы         | 79                | 0,27 %   |
| Казахи           | 79                | 0,27 %   |
| Азербайджанцы    | 77                | 0,26 %   |
| Цахуры           | 71                | 0,24 %   |
| Татары           | 69                | 0,23 %   |
| Даргинцы         | 66                | 0,22 %   |
| Другие           | 717               | 2,46 %   |
| Итого            | 29 373            | 100,00 % |

## Муниципально-территориальное устройство
В Дубовском муниципальном районе выделяются 14 муниципальных образований, в том числе 1 городское поселение и 13 сельских поселений:
| №  | Муниципальное образование              | Административный центр | Количество населённых пунктов | Население (чел.) | Площадь (км²) |
| -- | -------------------------------------- | ---------------------- | ----------------------------- | ---------------- | ------------- |
| 1  | городское поселение город Дубовка      | город Дубовка          | 1                             | ↗14 779          | 409.83        |
| 2  | Горнобалыклейское сельское поселение   | село Горный Балыклей   | 4                             | ↘2475            | 513.60        |
| 3  | Горноводяновское сельское поселение    | село Горноводяное      | 2                             | ↘620             | 121.15        |
| 4  | Горнопролейское сельское поселение     | село Горная Пролейка   | 1                             | ↘1327            | 162.88        |
| 5  | Давыдовское сельское поселение         | село Давыдовка         | 1                             | ↘609             | 139.06        |
| 6  | Лозновское сельское поселение          | село Лозное            | 4                             | ↘1728            | 412.48        |
| 7  | Малоивановское сельское поселение      | село Малая Ивановка    | 2                             | ↘678             | 202.27        |
| 8  | Оленьевское сельское поселение         | село Оленье            | 1                             | ↘999             | 120.11        |
| 9  | Песковатское сельское поселение        | село Песковатка        | 1                             | ↗1314            | 194.06        |
| 10 | Пичужинское сельское поселение         | село Пичуга            | 2                             | ↘1779            | 201.35        |
| 11 | Прямобалкинское сельское поселение     | село Прямая Балка      | 1                             | ↘585             | 147.68        |
| 12 | Стрельношироковское сельское поселение | село Стрельноширокое   | 2                             | ↘773             | 131.34        |
| 13 | Суводское сельское поселение           | станица Суводская      | 2                             | ↘382             | 147.98        |
| 14 | Усть-Погожинское сельское поселение    | село Усть-Погожье      | 2                             | ↗1264            | 236.67        |

## Населённые пункты
В Дубовский район входят 26 населённых пунктов.
| №  | Населённый пункт | Тип     | Население | Муниципальное образование              |
| -- | ---------------- | ------- | --------- | -------------------------------------- |
| 1  | Бойкие Дворики   | хутор   | 103       | Лозновское сельское поселение          |
| 2  | Варькино         | село    | 150       | Горнобалыклейское сельское поселение   |
| 3  | Горная Пролейка  | село    | ↘1327     | Горнопролейское сельское поселение     |
| 4  | Горноводяное     | село    | 723       | Горноводяновское сельское поселение    |
| 5  | Горный Балыклей  | село    | ↘2656     | Горнобалыклейское сельское поселение   |
| 6  | Давыдовка        | село    | ↘609      | Давыдовское сельское поселение         |
| 7  | Дубовка          | город   | ↗14 779   | городское поселение город Дубовка      |
| 8  | Караваинка       | село    | 102       | Горнобалыклейское сельское поселение   |
| 9  | Лозное           | село    | ↘1356     | Лозновское сельское поселение          |
| 10 | Малая Ивановка   | село    | 670       | Малоивановское сельское поселение      |
| 11 | Оленье           | село    | ↘999      | Оленьевское сельское поселение         |
| 12 | Песковатка       | село    | ↗1314     | Песковатское сельское поселение        |
| 13 | Петропавловка    | село    | 84        | Малоивановское сельское поселение      |
| 14 | Пичуга           | село    | 1349      | Пичужинское сельское поселение         |
| 15 | Полунино         | хутор   | 95        | Горнобалыклейское сельское поселение   |
| 16 | Почта            | хутор   | 8         | Горноводяновское сельское поселение    |
| 17 | Прямая Балка     | село    | ↘585      | Прямобалкинское сельское поселение     |
| 18 | Расстригин       | хутор   | 66        | Суводское сельское поселение           |
| 19 | Родники          | хутор   | 156       | Стрельношироковское сельское поселение |
| 20 | Садки            | село    | 303       | Лозновское сельское поселение          |
| 21 | Семёновка        | село    | 280       | Усть-Погожинское сельское поселение    |
| 22 | Спартак          | хутор   | 88        | Лозновское сельское поселение          |
| 23 | Стрельноширокое  | село    | 720       | Стрельношироковское сельское поселение |
| 24 | Суводская        | станица | 450       | Суводское сельское поселение           |
| 25 | Усть-Погожье     | село    | 1067      | Усть-Погожинское сельское поселение    |
| 26 | Челюскинец       | хутор   | 347       | Пичужинское сельское поселение         |

## Экономика

### Сельское хозяйство
Сельское хозяйство является основным направлением экономической деятельности Дубовского района. В агропромышленном комплексе района функционируют сельскохозяйственные предприятия, фермерские и личные подсобные хозяйства, а также садоводческие и огороднические товарищества. В районе развито бахчеводство (выращивание арбузов); разводят крупный рогатый скот, свиней, овец, птиц.

### Промышленность
Промышленность Дубовского района включает в себя семь крупных и средних предприятий, среди которых ЗАО НПП «Дубовская Сельхозтехника», ОАО «Дубовский деревообрабатывающий завод», экспериментальный завод «Родник», ООО «Водолей», ЗАО «Дубовский завод металлоизделий». Промышленные предприятия выпускают комбинированные агрегаты для обработки почвы, котельные установки, оконные блоки, водку, слабоалкогольный напиток «Джин-тоник», минеральную воду «Дубовка», колбасные изделия.

## Археология
Галечные индустрии, аналогичные находкам каменных орудий в Пичуге на Волге, обнаружены на Южном берега Крыма в районе Ялты, в местонахождении близ посёлка Гаспра.